# 黄毛火绒草
黄毛火绒草（学名：Leontopodium aurantianum）为菊科火绒草属的植物。分布于缅甸北部以及中国大陆的云南等地，生长于海拔3,000米的地区，多生长在石砾地、亚高山石砾草地以及岩石上，目前尚未由人工引种栽培。